# فيلي بلونت
فيلي بلونت (بالإنجليزية: Willie Blount)‏ هو سياسي أمريكي، ولد في 18 أبريل 1768 في مقاطعة بيرتي في الولايات المتحدة، وتوفي في 10 سبتمبر 1835 في ناشفيل في الولايات المتحدة. حزبياً، نشط في الحزب الجمهوري الديمقراطي. وقد انتخب عضو مجلس نواب تينيسي وانتخب حاكم تينيسي ‏ (20 سبتمبر 1809 – 27 سبتمبر 1815).